# 石門 (新竹縣)
石門，是臺灣新竹縣關西鎮的一個傳統地域名稱，位於該鎮中部偏東南。相較於今日行政區，其範圍大致為新富里東半部。

## 歷史
台灣清治末期至日治初期，石門地區為一街庄，稱為「石門庄」，隸屬於竹北二堡。該庄西北與老社藔庄為鄰，東北與十六張庄、湳湖庄為鄰，東南邊為蕃地，西南邊新城庄。
1901年（日治明治三十四年）11月，全台廢縣廳改設二十廳，該庄隸屬於新竹廳。1909年（明治四十二年）10月，合併二十廳為十二廳，該庄隸屬不變。1920年（大正九年），廢十二廳改設五州二廳，該庄改制為「石門」大字，隸屬於新竹州中壢郡關西庄。1941年，關西庄升格為關西街。
戰後關西街改制為關西鎮，隸屬於新竹縣，大字亦改制為里。1950年桃、竹、苗分治，關西鎮隸屬不變。

## 交通
鄉道竹30線是十六張至沙坑的道路，大致以縱向轉西北—東南走向再轉西南—東北走向蜿蜒經過石門地區，向西轉北可老社寮、十六張並止於東光國小前省道台3線路口，向東轉南再轉西可前往八十分、沙坑並止於省道台3線另一路口。